# Pachydema palposa
Pachydema palposa är en skalbaggsart som beskrevs av Edmund Reitter 1902. Pachydema palposa ingår i släktet Pachydema och familjen Melolonthidae. Inga underarter finns listade i Catalogue of Life.